# Sunnyslope (comtat de Butte)
Sunnyslope és una àrea no incorporada al comtat de Butte (Califòrnia), Estats Units. L'assentament es va fundar com Sunnyslope Avocado Nursery el 1912. El viver destacà per desenvolupar dues noves varietats d'alvocat, la Duke i la Benedict.
Sunnyslope va ser descrit l'any 1977 com "un desenvolupament immobiliari inicial de colònia terrestre". L'any 2007 Sunnyslope tenia una població estimada de 20 habitants, i fou assenyalada com una de les 51 "comunitats amenaçades per incendis" al comtat rural de Butte.